# Кондогури, Иван Николаевич
Иван Николаевич Кондогури (1820 — 14 октября 1881, Санкт-Петербург) — контр-адмирал (31.07.1873) русского императорского флота, герой Синопского сражения и обороны Севастополя.

## Биография
Родился в семье морского офицера.
В 1836 году в звании гардемарина поступил на службу. Вплоть до начала Крымской войны, 4 октября 1853 года, крейсировал на судах Черноморского флота: в том числе «Память Азова» (1840), линкоре «Три Святителя» (1842—1847), бриге «Фемистокл» (1848). 30 сентября 1839 года произведён в чин мичмана с прикомандированием к 1-му штурманскому полуэкипажу. 26 марта 1844 года произведён в чин лейтенанта.
В ходе 9 (21) ноября 1853 года в составе экипажа парусного фрегата «Флора» участвовал в бою у мыса Пицунда против трёх турецких пароходов. За «отличную храбрость», проявленную этом бою, он был пожалован 10 февраля 1854 года орденом Святого Владимира 4-й степени с бантом.
Уже через неделю, 18 (30) ноября 1853 года, в должности старшего офицера 120-пушечного корабля «Три Святителя» участвовал в Синопском сражении. 18 декабря того же года, «за отличную храбрость и распорядительность по всем частям управления кораблём», был произведён в чин капитан-лейтенанта. Кроме того, ему был выдан годовой оклад жалования (Высочайшее повеление от 28 ноября). Позже, указами от 20 января и 10 февраля 1854 года, он был награждён орденом Святого Владимира 4-й степени с бантом и за Синопское сражение, и за бой против трёх турецких пароходов.
В сентябре-октябре 1854 года в составе гарнизона участвовал в обороне Севастополя и, командуя артиллерийской батареей, особо отличился при бомбардировке города. 11 октября того же года был ранен в левый висок, контужен и потерял слух. «В воздаяние отличной храбрости и мужества, оказанных во время бомбардирования г. Севастополя англо-французскими войсками и флотом»  6 декабря 1854 года был награждён орденом Святого Георгия 4-й степени.
В 1857 году командовал канонерской лодкой на Бердянском рейде.
30 октября 1859 года заслуженный офицер был назначен ялтинским городничим и 1 января 1862 года произведён в чин капитана 2-го ранга. 26 марта того же года отчислен от должности и 29 октября прикомандирован к 1-му сводному Черноморскому флотскому экипажу. 27 декабря 1865 года назначен смотрителем Николаевского морского госпиталя и 1 января 1866 года произведён в чин капитана 1-го ранга. 16 апреля 1867 года пожалован орденом Святого Станислава 2-й степени, а 17 апреля 1870 года — орденом Святого Анны 2-й степени. 31 июля 1873 года произведён в чин контр-адмирала с увольнением в отставку.

## Награды
- Орден Святой Анны 3-й степени (1853)
- Орден Святого Владимира 4-й степени с бантом за отличие в Синопском сражении (20.01.1854)
- Орден Святого Георгия 4-й степени за отличие при обороне Севастополя (06.12.1854)
- Орден Святого Станислава 3-й степени (1861)
- Орден Святого Станислава 2-й степени (16.04.1867)
- Орден Святой Анны 2-й степени (17.04.1870)